# Hranovnica
Hranovnica este o comună slovacă, aflată în districtul Poprad din regiunea Prešov, pe malul râului Vernársky potok⁠(d). Localitatea se află la altitudinea de 610 m deasupra n.m., se întinde pe o suprafață de 32,66 km2 și în 31.12 2022 număra 3 226 de locuitori. Se învecinează cu Gánovce, Spišské Bystré, Spišský Štiavnik și Vernár.

## Istoric
Localitatea Hranovnica este atestată documentar din 1294.

## Demografie
| An:                | 1994 | 2004    | 2014    | 2024   |
| ------------------ | ---- | ------- | ------- | ------ |
| Număr de persoane: | 2201 | 2570    | 2998    | 3248   |
| Diferență:         |      | +16,76% | +16,65% | +8,33% |

| An:                | 2023 | 2024   |
| ------------------ | ---- | ------ |
| Număr de persoane: | 3226 | 3248   |
| Diferență:         |      | +0,68% |